# Ferdinando Negrini
Ferdinando Negrini (Roverbella, 23 giugno 1886 – Roma, dicembre 1943) è stato un politico e dirigente sportivo italiano.

## Biografia
Console generale della Milizia Volontaria per la Sicurezza Nazionale dal 1 Febbraio 1923, venne nominato Deputato della XXVII legislatura del Regno d'Italia dal Gran consiglio del fascismo e riconfermato nella XXVIII legislatura.
Sostituì Arrigo Muggiani alla guida della  Federazione Italiana Pallacanestro, all'epoca denominata Federazione Italiana Basket-Ball e guidò la Federazione dal 1926 al 1930. Negrini mutò la denominazione in Federazione Italiana Palla al Cesto (FIPAC) e trasferì la sede da Milano a Roma, presso il Poligono della Cagnola.
Morì assassinato a Roma, in via Veneto, nel dicembre 1943.